# 유럽 고속도로 95호선
유럽 고속도로 95호선(영어: European route E95)는 국제 연합의 국제 E-로드 네트워크의 노선으로 남북 방면 주요 도로이다. 러시아의 상트페테르부르크를 출발점으로 벨라루스와 우크라이나를 거쳐 터키의 메르지폰을 종착점으로 한다. 기존의 유럽 고속도로 93호선을 대체시킨 고속도로 노선이기도 하다.

## 주요 경유지
- 러시아
  - P23: 상트페테르부르크 - 푸시킨 - 가치나 - 루가 - 프스코프 - 오스트로프 - 오포치카 - 푸스토시카 - 네벨
- 벨라루스
  - M8: 하라도크(영어판) - 비쳅스크 - 오르샤 - 마힐료우 - 호멜
- 우크라이나
  - M01: 체르니히우 - 브로바리 - 키예프
  - M05: 키이우 - 바실키우(영어판) - 빌라체르크바
  - M05: 빌라체르크바
  - M05: 자슈키우(영어판) - 우만 - 블라호비셴스케(영어판) - 류바시우카(영어판) - 페트로비리우카(영어판) - 즈나미얀카(영어판) - 오데사
- 우크라이나 오데사 -  튀르키예 삼순
  - 현재 오데사와 삼순을 오가는 페리 노선은 없다. 이에 따라 오데사에서 약 2km 정도 떨어진 초르노모르스크에서 삼순으로 가는 페리 노선을 이용해야 한다.
- 튀르키예
  - D010: 삼순
  - D795: 삼순 - 카바크 - 하브자(영어판) - 카야뒤쥐(영어판)
  - D100: 카야뒤쥐(영어판) - 메르지폰(영어판)

## 같이 보기
- 유럽 고속도로 93호선